# Claremore
Claremore è un comune degli Stati Uniti d'America di 18.729 abitanti, situato in Oklahoma, nella contea di Rogers, della quale è il capoluogo.

## Amministrazione

### Gemellaggi
Muravlenko